# Ralf Todzi
Ralf Todzi (* 19. Juni 1955) ist ein ehemaliger deutscher Fußballspieler. Für Borussia Neunkirchen und den SSV Ulm 1846 lief der Offensivspieler in den 1980er Jahren in der 2. Bundesliga auf. 

## Sportlicher Werdegang
Todzi begann mit dem Fußballspielen beim VfL Munderkingen, über den FV Biberach kam er 1977 zum 1. Göppinger SV. Mit dem Klub qualifizierte er sich 1978 für die neu gegründete Oberliga Baden-Württemberg, in deren erster Spielzeit 1978/79 er mit zwölf Saisontoren glänzte. Gemeinsam mit Robert Piller und Spielertrainer Willi Hoffmann bildete er damit die schlagkräftige Offensive, die den Klub zur Vizemeisterschaft hinter Ligakrösus SSV Ulm 1846 führte. Er kehrte jedoch im Sommer 1979 zum Ligakonkurrenten FV Biberach zurück, mit dem er punktgleich mit dem VfR Heilbronn und Absteiger SV Kuppenheim die Klasse hielt.
Im Sommer 1980 folgte Todzi einem Angebot aus dem Profifußball und schloss sich dem ehemaligen Bundesligisten Borussia Neunkirchen an, der als Meister der Oberliga Südwest in die 2. Bundesliga aufgestiegen war. Mit acht Toren in 36 Spielen war er hinter dem neunmal erfolgreichen Bernhard Roth zweitbester vereinsinterner Torschütze im Laufe der Zweitliga-Spielzeit 1980/81. Aufgrund der Einführung der eingleisigen 2. Bundesliga war der Klassenerhalt mit den Ergebnissen der letzten Jahre verknüpft; hier war der Klub daher ohnehin nahezu chancenlos und als Tabellenvorletzter stieg die Mannschaft daher direkt wieder ab. Todzi kehrte in den baden-württembergischen Amateurfußball zurück und lief für den VfR Mannheim in der Oberliga Baden-Württemberg auf. Mit 13 Toren in 24 Meisterschaftsspielen landete er zwar unter den besten zehn Torschützen der Oberliga-Spielzeit 1981/82, die mit 13 Siegen heimstärkste Mannschaft der Serie musste sich aber mit dem vierten Tabellenplatz begnügen. In der folgenden Spielzeit lief er in allen 36 Saisonspielen auf, mit 16 Saisontoren untermalte er erneut seine Torgefahr.
Im Sommer 1984 zog Todzi innerhalb der Oberliga zum Offenburger FV weiter. Als Tabellenzweiter hinter dem Freiburger FC verpasste er mit der von Alfred Metzler trainierten Mannschaft die Aufstiegsrunde zur 2. Bundesliga, qualifizierte sich aber für die deutsche Amateurmeisterschaft 1984. Dort erreichte sie das Endspiel gegen den SC Eintracht Hamm, in dem Todzi als dreifacher Torschütze beim 4:1-Erfolg zum Matchwinner wurde. Bei der anschließenden Feier wurde er lebensgefährlich verletzt und musste notoperiert werden. In der folgenden Spielzeit verlor der Klub im Meisterschaftsrennen im letzten Saisondrittel den Anschluss an die vom SV Sandhausen und VfR Mannheim belegte Tabellenspitze, so dass Bernd Schmider als Spielertrainer Metzler ersetzte und Todzi mit neun Saisontreffer als zweitbester vereinsinterner Torschütze erneut den Zweitliga-Aufstieg verpasste.
Wiederum betätigte sich Todzi als Wandervogel und wechselte nach zwei Spielzeiten den Verein, dieses Mal schloss er sich im Sommer 1985 – gemeinsam mit seinem bisherigen Offenburger Mannschaftskameraden Reinhard Binder – dem Ligakonkurrenten Freiburger FC an. Dort war Uli Bruder, bis zum Sommer ebenfalls noch als Libero beim Offenburger FV im Spieleinsatz, als neuer Trainer verpflichtet worden. In der Spielzeit 1985/86 lieferten sich die Freiburger ein Duell mit dem Zweitligaabsteiger SSV Ulm 1846 um die Meisterschaft, in dem sich – trotz 14 Saisontoren Todzis und nur drei Auswärtsniederlagen im gesamten Saisonverlauf – die „Spatzen“ durchsetzten. Damit nahm Todzi erneut an der deutschen Amateurmeisterschaft teil, in der Ausgabe 1986 war jedoch bereits in der ersten Runde gegen Wormatia Worms Schluss. Todzi erzielte zwar ein Tor im Rückspiel, nach der 1:2-Hinspielniederlage und einem zwischenzeitlichen 0:2-Rückstand im Rückspiel im Möslestadion reichte es dort nur zu einem 2:2-Unentschieden. 
Dennoch kehrte Todzi in die 2. Bundesliga zurück, er schloss sich dem Vorjahresrivalen um den Zweitligaaufstieg aus Ulm an. Hauptsächlich als Einwechselspieler eingesetzt war er mit acht Saisontoren neben Dieter Kohnle und Neven Rudić torgefährlichster Spieler des schwäbischen Klubs, der auf dem 13. Tabellenplatz die Saison beendete. Dennoch verließ er den Klub direkt wieder und ging zum Schweizer Zweitligisten FC Baden, wo mit Richard Rindle und Martin Wiesner bereits zwei Landsleute unter Vertrag standen.
Später war Todzi als Trainer im Schweizer Amateurfussball tätig und betreute unter anderem den FC Dübendorf und den FC Fehraltorf.